# Björn Nordqvist
Björn Nordqvist (Hallsberg, 6 ottobre 1942) è un ex calciatore e hockeista su ghiaccio svedese, per lungo tempo detentore assoluto del primato di presenze in gare di calcio riservate alle selezioni nazionali (115).

## Palmarès

### Club

#### Competizioni nazionali
- Campionato svedese: 2

Norrköping: 1962, 1963
- Coppa di Svezia: 1

Norrköping: 1969
- Coppa dei Paesi Bassi: 1

PSV Eindhoven: 1973-1974
- Campionato olandese: 1

PSV Eindhoven: 1974-1975

### Individuale
- Calciatore svedese dell'anno: 1

1968